# 21615 Guardamano
21615 Guardamano è un asteroide della fascia principale. Scoperto nel 1999, presenta un'orbita caratterizzata da un semiasse maggiore pari a 2,2861804 UA e da un'eccentricità di 0,0705660, inclinata di 6,12645° rispetto all'eclittica.